# 锡内
锡内（法語：Ciney，法語發音：[sinɛ] ⓘ），又称锡奈，是比利时瓦隆大区那慕爾省迪南区的一个城市，东南端与盧森堡省接壤，通行法语，是比利时法语社群的一部分，人口16,439人（2018年1月1日）。

## 友好城市
- 法國 欧苏瓦地区瑟米尔